# Monté Morris
Monté Robert Morris (ur. 27 czerwca 1995 w Grand Rapids) – amerykański koszykarz występujący na pozycji rozgrywającego, posiadający także nigeryjskie obywatelstwo, od 2024 zawodnik Minnesoty Timberwolves.
W 2013 został wybrany najlepszym zawodnikiem szkół średnich stanu Michigan (Michigan Mr. Basketball), został też zaliczony do I składu Parade All-American. W 2015 wziął udział w turnieju międzynarodowym – Adidas Nations Counselors.
W 2021 otrzymał nigeryjskie obywatelstwo.
6 lipca 2022 został wytransferowany do Washington Wizards. 6 lipca 2023 trafił w wyniku wymiany do Detroit Pistons. 8 lutego 2024 został wymieniony do Minnesoty Timberwolves.

## Osiągnięcia
Stan na 7 marca 2024, na podstawie, o ile nie zaznaczono inaczej.
NCAA
- Uczestnik rozgrywek:
  - Sweet Sixteen turnieju NCAA (2014, 2016)
  - II rundy turnieju NCAA (2014, 2016, 2017)
  - turnieju NCAA (2014–2017)
- Mistrz turnieju konferencji Big 12 (2014, 2015, 2017)
- Most Outstanding Player (MOP=MVP) turnieju Big 12 (2017)[7]
- MVP turnieju Emerald Coast Classic (2016)
- Zaliczony do:
  - I składu:
    - Big 12 (2017)
    - turnieju:
      - Big 12 (2015, 2017)
      - Emerald Coast Classic (2016)

  - II składu Big 12 (2015, 2016)
- Lider[8]:
  - NCAA pod względem stosunku asyst do strat (2014–2017)
  - konferencji Big 12 w:
    - asystach (2015, 2016)
    - rozegranych minutach (2015, 2016)